# Двое Фоскари (пьеса)
Двое Фоскари (англ. The Two Foscari) — историческая трагедия в стихах лорда Джорджа Байрона в пяти действиях, написанная в 1821 году. Сюжет, действие которого происходит в Венеции в середине XV века, во многом основан на реальной истории падения дожа Франческо Фоскари и его сына Джакопо. В пьесе описывается возвращение Джакопо Фоскари из ссылки, куда он был отправлен по обвинению за соучастие в убийстве. Он снова предстаёт перед судом Совета десяти. В этот раз его обвиняют в предательстве родины, чего Джакопо, будучи истинным патриотом, не в силах пережить.

## История создания
Байрон написал пьесу «Двое фоскари» в Равенне менее чем за месяц, с 12 июня по 9 июля 1821 года. Она была опубликована Джоном Мюрреем 19 декабря 1821 года в одном томе с его пьесами «Каин» и «Сарданапал». Первоначально Байрон намеревался посвятить «Двух Фоскари» своему другу сэру Вальтеру Скотту, однако позже передумал и посвятил ему «Каина».

## Действующие лица
- Франческо Фоскapи (Francesco Foscari) — венецианский дож.
- Джакопо Фоскари (Jacopo Foscari) — его сын.
- Джакопо Лоредано (Jacopo Loredano) — патриций.
- Марко Меммо (Marko Memmo) — член Совета сорока.
- Барбариго (Barbarigo) — сенатор[2].

## Сюжет

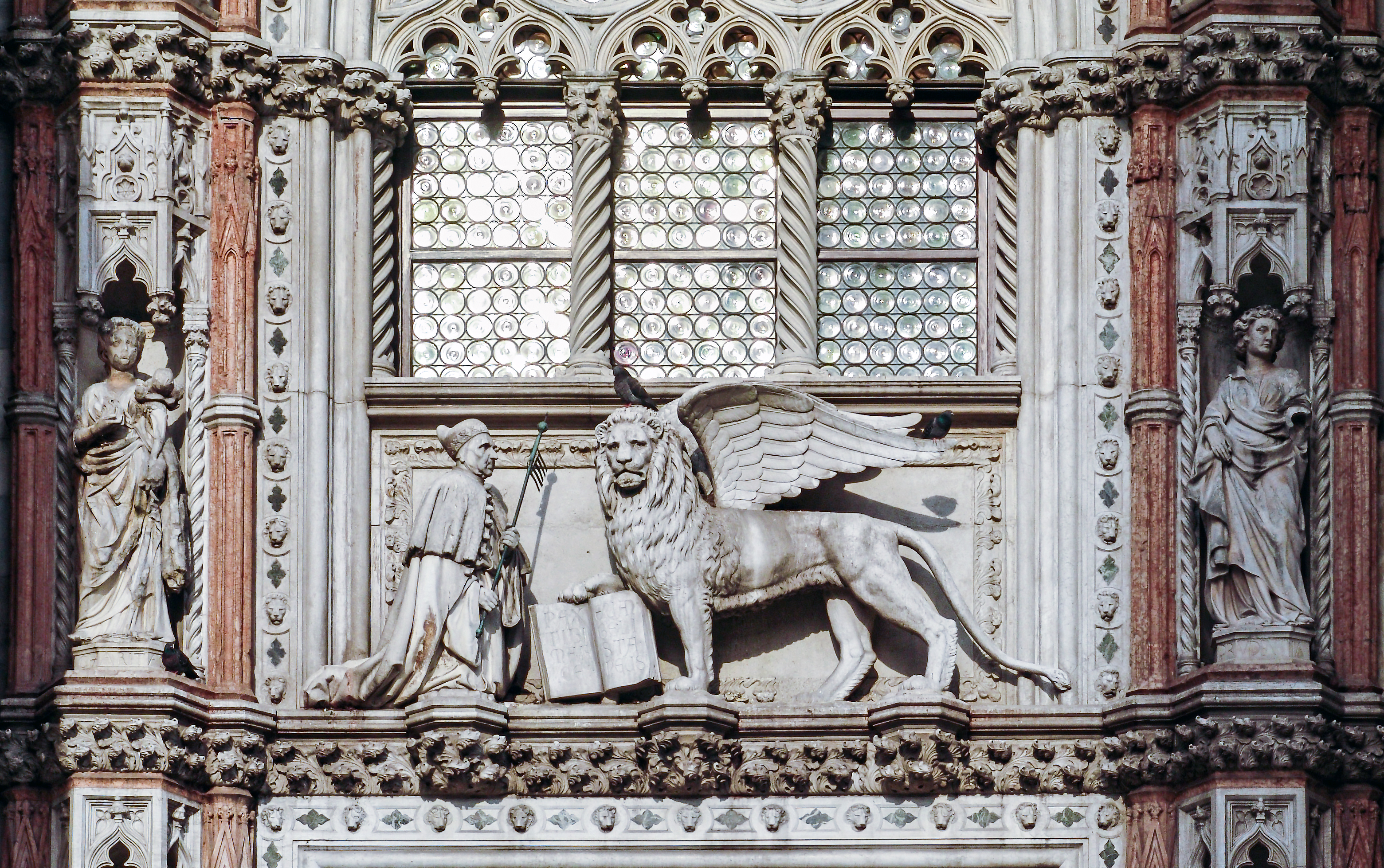
Скульптура, изображающая Франческо Фоскаре на фасаде Дворца дожей.

Пьеса основана на реальных исторических событиях происходивших в Венецианской республике. В 1457 году Совет десяти заставил отречься героя войны с Миланом, дожа Франческо Фоскари, когда его сын был признан виновным в сношениях с турецким султаном и Франческо Сфорца.
Джакопо Фоскари, сын дожа Венеции, дважды был изгнан: один раз за коррупцию и второй раз за соучастие в убийстве Донато, члена Совета десяти. Он был отозван из своего второго изгнания, чтобы ответить по главному обвинению в измене, и в начале пьесы он находится между сессиями допроса возле стойки. Совет решает приговорить его к третьему изгнанию, на этот раз навсегда, а не к смерти. Его отец, дож Франческо Фоскари, подписывает приговор о ссылке, хотя его дух сломлен этим новым позором. Патриотический дух Джакопо не выносит такого приговора, он жаждет смерти, и он действительно умирает от разбитого сердца. Совет Десяти приказывает дожу отречься от престола, и, когда начинают звонить колокола, означая избрание нового дожа, старый Фоскари падает и умирает.

## Произведения, основанные на «Двое Фоскари»
Опера Джузеппе Верди «Двое Фоскари», с либретто по Франческо Мария Пьяве, была основана на пьесе Байрона. Она также вдохновила Эжена Делакруа на создание картины «Двое Фоскари» и Франческо Айеца на создание картины «Эпизод венецианской истории» дож Фоскари встречается с сыном, приговорённым к изгнанию.

## Переводы
- «Двое Фоскари», стихотворный перевод Е. Ф. Зарина (1861)[6].
- «Двое Фоскари», стихотворный перевод А. Л. Соколовского (1905)[7].

## В изобразительном искусстве

Картины, написанные по пьесе Джорджа Байрона «Двое Фоскари»
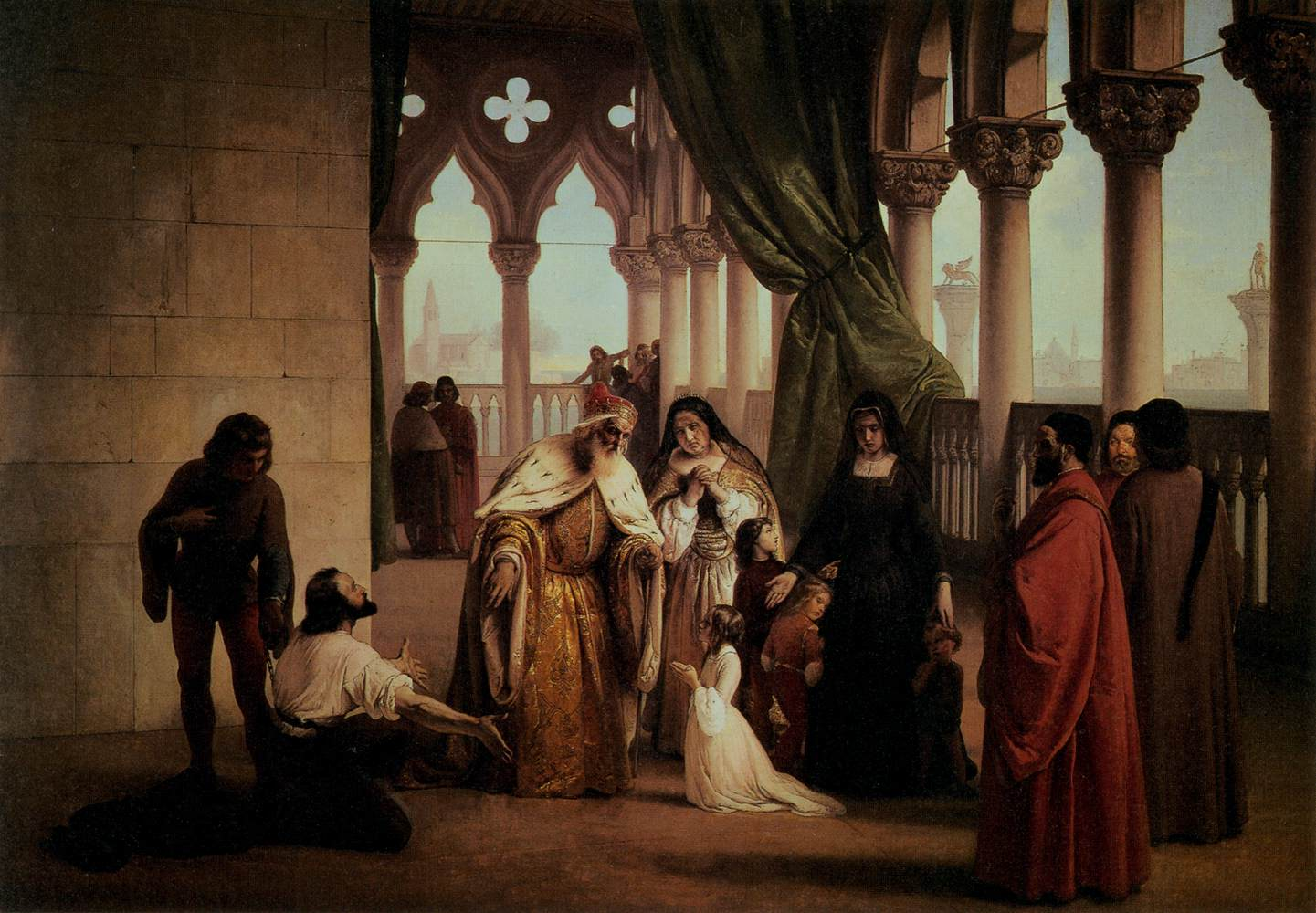
Франческо Фоскари изгонят своего сына Джакопо по обвинению в измене. Картина Франческо Айеца, около 1852 года.
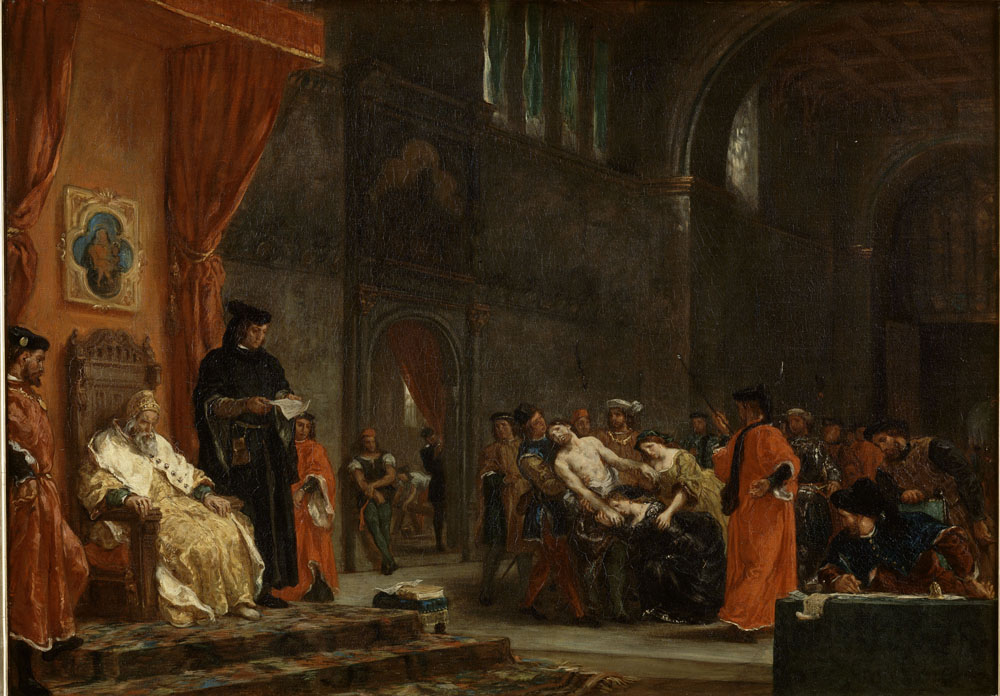
«Двое Фоскари» Эжена Делакруа (1855)
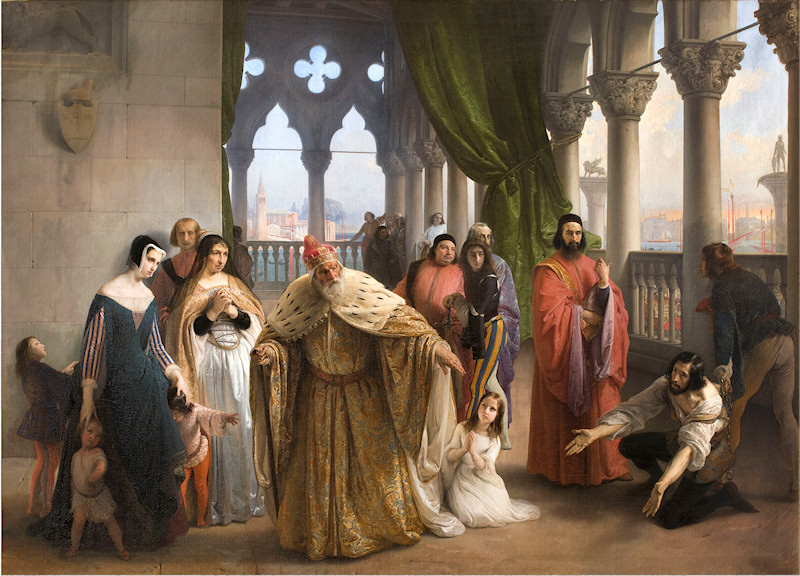
Эпизод венецианской истории. «Последняя встреча Якопо Фоскари с семьёй». Франческо Айец. (1838-1840).